# Zemětřesení v severní Itálii 2012
Na konci května 2012 došlo v severní Itálii krátce po sobě ke dvěma zemětřesením.
K prvnímu zemětřesení došlo dne 20. května 2012 v 4.03 hodin SLČ. Jeho epicentrum se nacházelo 36 kilometrů severně od Boloni a jeho síla byla 6,0 na momentové škále. Zhruba hodinu po hlavním zemětřesení ještě přišel dotřes o síle 5,1. Zemřelo nejméně sedm lidí a byla poškozena řada budov, zejména budovy starší a historické.
Druhé zemětřesení, o síle 5,0, nastalo 29. května zhruba v devět hodin středoevropského letního času ve stejné oblasti: jeho hypocentrum bylo v hloubce pět až deset kilometrů pod Mirandolou. V době od 12.55 do 13.02 pak ještě došlo ke dvěma nebo třem dotřesům o síle větší než pět. Zemřelo dalších sedmnáct lidí.
Při obou zemětřeseních bylo zraněno dohromady přibližně 400 osob a asi až 15 000 se jich ocitlo bez domova.